# Isoodon obesulus
Isoodon obesulus (південний коричневий бандикут) — вид сумчастих із родини бандикутових (Peramelidae).

## Таксономія
Оригінальна назва таксону: Didelphis obesula G. Shaw, 1797. Раніше до цього таксону включали I. peninsulae й I. fusciventer.

## Морфологічна характеристика
За розміром і формою нагадують пацюків чи кролів. Вид obesulus має коротшу морду, ніж інші види, але вона все ще подовжена для пошуку їжі. Вуха короткі й заокруглені; кігті гострі. Верхні частини волосяного покриву зазвичай чорно-коричневі з відтінками помаранчевого або жовтого кольору, низ — світло-коричневий, сірий чи білий.

## Ареал
Ендемік південно-східної Австралії.
Населяє різноманітні місця проживання, але завжди має бути достатня кількість рослинності. Не менш важливі регулярні дощі. Середовище проживання включає ліси, пустища й чагарники.

## Спосіб життя
Це солітарні, дуже агресивні, територіальні тварини. Вид всеїдний, харчується комахами, черв'яками, грибами, бульбочками коренів рослин, цибулинами, плодами, насінням та ін. рослинним матеріалом. Будує гнізда під рослинами на землі. Власної нори не робить, але іноді використовує нори інших видів.

## Загрози й охорона
Великими загрозами є лисиці й коти, а також частіші пожежі. Ці фактори призвели до значного скорочення виду після заселення континенту європейцями, але вид також скоротився через очищення місцевої рослинності та зміну середовища існування.
Вид трапляється в багатьох заповідних районах. Контроль над лисицями є важливим для захисту.